# 文亨泰
文 亨泰（ムン・ヒョンテ、문형태、1922年2月3日 - 2006年11月21日）は、大韓民国の軍人、国会議員。本貫は南平文氏。号は雅石（아석）。

## 経歴
1922年2月、全羅南道和順に生まれる。日本志願兵2期。大陸、ニューギニアを転戦して、終戦時は曹長。
1946年12月、警備士官学校第2期卒業、任少尉（軍番10173番）。
1950年6月、第5師団作戦参謀。7月、第1師団作戦参謀。
1950年12月、第11連隊長。
1952年、陸軍参謀総長秘書室長。
1954年、第1野戦軍作戦参謀。
1955年、第2師団長。
1959年、第20師団長。
1961年、陸軍本部作戦参謀副長
1962年、第1軍団長および第2軍団長。アメリカ陸軍指揮幕僚大学修了
1967年4月、陸軍参謀次長。
1968年、第2軍司令官。8月、合同参謀会議議長、任大将。
1970年8月、予備役編入。
1971年1月、民主共和党全羅南道和順・谷城地区党委員長。同年5月、第8代国会議員（全南和順・谷城区、民主共和党）当選。同年7月、国会財務委員会委員。
1973年3月、第9代国会議員（全南潭陽・谷城区、民主共和党）再選。同年12月、逓信部長官。
1975年9月、国会予算決算委員会委員。
1976年3月、国会財務委員会委員。
1978年1月、国家安保問題研究委員会委員。同年12月、第10代国会議員（全南潭陽・谷城・和順区、民主共和党）。
1984年6月13日、大統領府をはじめとする各種機関に民正党代表の丁来赫が投機で集めた財産が178億ウォンに達し、腐敗した政治家だという149ページにわたる投書が寄せられた。調査の結果、文書の作成者は当時同じ選挙区で競争関係にあった文亨泰だと明らかになった。結局丁は国家に財産を献納し、すべての公職を辞退すると宣言したが、文も公式謝罪文を発表して政界引退を宣言した。

## 勲章
- 乙支武功勲章
- 忠武武功勲章
- 花郎武功勲章
- ブロンズスター
- 一等保国勲章 1969年10月1日[8]